# 잠겨진 세계들

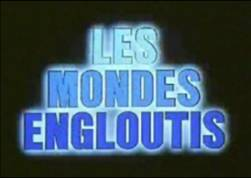

잠겨진 세계들(프랑스어: Les Mondes Engloutis 레몽드장글루티[*])은 프랑스의 텔레비전 애니메이션이다.

## 개요
프랑스와 캐나다에서만 방영되었으며, 캐나다에서의 영어 제목은 스파르타쿠스와 바다 밑의 태양(Spartakus and the sun beneath the sea)이다. 한 화는 26분이며, 26화씩 2기로 나뉘어 방영되었다. 1988년에 VHS로, 2000년에 DVD로 각각 출시되었다.
첫 방영 당시에는 작품 내 시계열 순서로 방영되었으나 1991년의 재방송 및 DVD 등에서는 순서가 뒤섞여 방영/수록되었다.
약간 앞서 같은 채널에서 방영된 프랑스와 일본의 합작품인 태양소년 에스테반(ja)과 같은 모험물인 탓에 비교되는 경우가 많다.
각본 집필에는 SF 소설가인 크리스티앙 그르니에(fr), 조엘 윈트르베르(fr), 미셸 쥬리(fr) 등이 참여하였다.

## 줄거리
지저 세계인 아르카디아는 샤그마라는 이름의 인공 태양에 의해 비춰지고 있었지만, 어느 날 샤그마에 이상이 생겨 생활에 큰 지장을 받게 되었다. 이에 위기감을 느낀 몇몇 아르카디아인들(주로 어린이)은 출입이 통제된 기록관에 들어가 기록관에 보존되어 있던, 인공지능을 가진 비행선인 샤그샤그의 안내로 과거의 비밀 기록을 보게된다. 아르카디아는 원래 지저가 아니라 지상에 있는 곳이었고 대규모의 지진으로 지저로 떨어진 것이었다.
이 사실을 알게 된 아르카디아인들은 인조인간 아르카나를 만들어 샤그샤그, 그리고 샤그샤그와 함께 보존되어온 마법생물인 빅, 박과 함께 지상으로 보낸다.
지상을 향해 떠난 아르카나 일행은 지저에서 살아온 인간인 스파르타쿠스, 그리고 지상인 남매 밥과 레베카를 만나 행동을 같이 하게 된다.

## 등장 인물
- 아르카나(Arkana) : 기록관에 침입한 아르카디아인들이 보존되어 있는 기록에 근거해 만들어진 인조인간. 환영(幻影)을 쓸 수 있는 마법사이지만 순진한 성품이며 샤그마를 고치기 위한 도움을 요청하기 위해 지상으로 파견된다.

- 샤그샤그(Shag-Shag) : 기록관에 보존되어 있던 인공지능을 가진 비행선. 팽대한 지식을 가지고 있으며 거북이와 비슷한 모양을 하고 있다. 아르카디아인들이 기록관에 침입하는 것을 묵인했다.

- 빅(Bic)과 박(Bac) : 작은 공룡 비슷하게 생긴 생물. 낙천적인 성격으로 불과 전기의 마법을 쓸 수 있다.

- 밥(Bob, 영어판에서는 매튜(Matthew))과 레베카(Rébecca) : 지상인 남매. 우연히 만난 아르카나 일행과 동행하게 된다. 밥은 20 전후, 레베카는 10대 초반.

- 스파르타쿠스(Spartakus) : 지저 세계를 떠돌아다니는 남성. 아버지의 유품인 오리하르콘 팔찌를 절대 몸에서 떼지 않는다. 이름대로 실존 인물 스파르타쿠스를 모델로 한 등장인물로, 실제 스파르타쿠스의 일대기와 비슷하게 노예로 지내다가 검투사가 된 과거를 가지고 있다.

- 펑크 도적단(Les pirates « punk ») : 두목 막사가즈(Maxagaz)를 중심으로 세스카필(Seskapil), 마티마트(Mattimat)로 구성된 도적단. 한 마디로 개그 캐릭터들이다. 방영 당시 세스카필이 섹스 어필과 비슷하게 들린다는 까닭으로 시청자들의 항의가 있기도 했으나 건전지(프랑스어: 16K piles 세즈카필[*])에서 딴 것이었다.

- 아르카디아(Arkadia)와 아르카디아인들(les Arkadiens) : 아르카디아는 대규모 지진으로 지저로 가라앉은 도시이다. 빛은 인공태양 샤그마(Shagma)에 의존하고 있으며 건물은 고대 아테네와 비슷한 양식을 띠고 있다. 아르카디아인들은 지상에 있던 과거에 대한 기록이 기록관에 봉인된 탓에 과거 역사에 대한 지식이 없으며, 하체가 오뚜기나 눈사람 같이 둥글게 되어 있고 발이 없이 떠다닌다. 언어 생활은 성별에 따라 차이가 있는데, 남성들은 신중하며 여성들은 충동적이다.